# Per Frumerie
Per Eriksson Frumerie, född den 29 mars 1908 i Överluleå församling, Norrbottens län, död den 25 maj 1997 i Högsrums församling, Kalmar län, var en svensk militär.
Per Frumerie var son till överstelöjtnant Erik Frumerie och Anna Ekström. Han blev officer 1930. Frumerie genomgick Artilleri- och ingenjörhögskolan 1934 och Ridskolan 1936. Han blev löjtnant vid luftvärnet 1937 och tjänstgjorde 1939–1940 vid Svenska frivilligkåren i Finland. Frumerie blev 1940 kapten vid Östgöta luftvärnsregemente, kadettofficer vid Krigsskolan 1941 och var detacherad till arméstaben 1943–1946. Han blev chef för Luftvärnets kadett- och aspirantskola 1947, major vid Luleå luftvärnskår 1949, major vid Göteborgs luftvärnskår 1951, överstelöjtnant vid Östgöta luftvärnsregemente och var 1961–1962 tillförordnad chef för regementet. Åren 1962–1963 var Frumerie chef för Östgöta luftvärnsregementes avvecklingsorganisation och tjänstgjorde som ställföreträdande chef 1963 för Neutrala nationernas övervakningskommission i Korea. Han övergick samma år till reserven och tjänstgjorde 1964 i militärbefälhavarens stab i Strängnäs. Frumerie blev riddare av Svärdsorden 1950. Han vilar på Glömminge kyrkogård på Öland.